# Stimmkreis Berchtesgadener Land
Der Stimmkreis Berchtesgadener Land (Stimmkreis 112 seit der Landtagswahl 2018) ist ein Stimmkreis im Wahlkreis Oberbayern für die Wahlen zum Bayerischen Landtag. Er umfasst den Landkreis Berchtesgadener Land sowie die Stadt Tittmoning und die Gemeinden Fridolfing, Kirchanschöring, Petting, Taching a.See, Waging a.See, Wonneberg des Landkreises Traunstein.

## Landtagswahl 2023
Zur Landtagswahl 2023 traten folgende Parteien und Direktkandidaten im Stimmkreis Berchtesgadener Land an und erzielten folgende Ergebnisse:
| Nr. | Direktkandidat           | Partei           | Erststimmen in % | Gesamtstimmen in % | +/- Gesamtstimmen ggü. 2018 in %-P. |
| --- | ------------------------ | ---------------- | ---------------- | ------------------ | ----------------------------------- |
| 1   | Michaela Kaniber         | CSU              | 37,6             | 38,0               | - 4,6                               |
| 2   | Bernhard Zimmer          | GRÜNE            | 11,1             | 11,2               | - 1,4                               |
| 3   | Michael Koller           | Freie Wähler     | 24,3             | 23,1               | + 11,3                              |
| 4   | Wolfgang Koch            | AfD              | 14,2             | 14,2               | + 4,4                               |
| 5   | Markus Aicher            | SPD              | 5,0              | 5,1                | - 1,4                               |
| 6   | Franz Farthofer          | FDP              | 1,6              | 1,8                | - 1,7                               |
| 7   | Rudolf Kreuzeder         | DIE LINKE        | 1,3              | 1,2                | - 1,3                               |
| 8   | Stavros Tsoulouchopoulos | BP               | 0,8              | 0,9                | - 2,2                               |
| 9   | Peter Sturm              | ÖDP              | 2,0              | 1,9                | + 0,5                               |
| 10  | Johanna Gaßner           | Die PARTEI       | 1,0              | 0,8                | + 0,8                               |
| 11  | -                        | Tierschutzpartei | -                | 0,4                | + 0,4                               |
| 12  | -                        | V-Partei³        | -                | 0,1                | + 0,1                               |
| 13  | -                        | PdH              | -                | 0,1                | + 0,1                               |
| 14  | Felicitas Englisch       | dieBasis         | 1,1              | 1,1                | + 1,1                               |
| 15  | -                        | Volt             | -                | 0,2                | + 0,2                               |

## Wahl 2018
Bei der Landtagswahl 2018 waren im Stimmkreis 94.568 Einwohner stimmberechtigt. Sie brachte folgendes Ergebnis:
| Direktkandidat      | Partei       | Erststimmen in % | Gesamtstimmen in % | +/- Gesamtstimmen ggü. 2013 in %-P. |
| ------------------- | ------------ | ---------------- | ------------------ | ----------------------------------- |
| Michaela Kaniber    | CSU          | 42,7             | 42,6               | - 12,5                              |
| Susanne Aigner      | SPD          | 6,7              | 6,5                | - 7,4                               |
| Michael Koller      | Freie Wähler | 13,6             | 12,8               | + 3,3                               |
| Bernhard Zimmer     | GRÜNE        | 16,0             | 16,4               | + 6,0                               |
| Wilhelm Gschossmann | FDP          | 3,5              | 3,5                | + 1,5                               |
| Michael Raufer      | LINKE        | 2,6              | 2,5                | +1,1                                |
| Konrad Baueregger   | BP           | 3,3              | 3,1                | +1,1                                |
| Barbara Paiva       | ÖDP          | 1,5              | 1,4                | - 1,6                               |
| -                   | PIRATEN      | -                | 0,2                | −1,2                                |
| Jens Schosnowski    | AfD          | 9,6              | 9,8                | +9,8                                |
| Maria Mayr          | mut          | 0,6              | 0,6                | + 0,6                               |
| -                   | sonstige     | -                | 0,8                | −0,7                                |

Der Wahlkreis wird durch die direkt gewählte Stimmkreisabgeordnete Michaela Kaniber (CSU) vertreten.

## Wahl 2013
Bei der Landtagswahl vom 15. September 2013 waren im Stimmkreis Berchtesgadener Land insgesamt 93.976 Einwohner wahlberechtigt. Die Wahlbeteiligung lag bei 62,5 %. Die Wahl hatte folgendes Ergebnis:
| Direktkandidat              | Partei        | Erststimmen in % | Gesamtstimmen in % | +/- Gesamtstimmen ggü. 2008 in %-P. |
| --------------------------- | ------------- | ---------------- | ------------------ | ----------------------------------- |
| Michaela Kaniber            | CSU           | 51,2             | 55,0               | + 8,7                               |
| Roman Niederberger          | SPD           | 11,6             | 13,9               | + 3,4                               |
| Michael Koller              | Freie Wähler  | 13,0             | 9,5                | + 2,8                               |
| Bartl Wimmer                | GRÜNE         | 11,8             | 10,3               | - 10,2                              |
| Kurt Binder                 | FDP           | 1,8              | 2,0                | - 3,7                               |
| Rosa Mittermaier-Mühldorfer | LINKE         | 1,4              | 1,4                | - 1,7                               |
| Agnes Thanbichler           | ÖDP           | 3,7              | 3,0                | + 0,8                               |
| Tilo Schöne                 | REP           | 1,7              | 1,4                | - 1,2                               |
| Christa Summerer            | BP            | 2,3              | 2,1                | + 1,1                               |
| -                           | BüSo          | -                | 0,0                | 0,0                                 |
| -                           | Die Freiheit  | -                | 0,1                | n.k.                                |
| Martin Schön                | Piratenpartei | 1,5              | 1,3                | n.k.                                |

## Wahl 2008
Bei der Landtagswahl 2008 waren im Stimmkreis 92.915 Einwohner wahlberechtigt. Die Wahlbeteiligung lag bei 58,9 %. Die Wahl brachte folgendes Ergebnis:
| Direktkandidat      | Partei       | Erststimmen in % | Gesamtstimmen in % | +/- Gesamtstimmen ggü. 2003 in %-P. |
| ------------------- | ------------ | ---------------- | ------------------ | ----------------------------------- |
| Roland Richter      | CSU          | 43,3             | 46,4               | - 21,6                              |
| Roman Niederberger  | SPD          | 8,5              | 10,6               | - 2,1                               |
| Sepp Daxenberger    | GRÜNE        | 26,5             | 20,6               | + 12,5                              |
| Iris Edenhöfer      | Freie Wähler | 6,4              | 6,7                | + 4,0                               |
| Walter Buggisch     | FDP          | 5,6              | 5,7                | + 4,2                               |
| Tilo Schöne         | REP          | 2,7              | 2,6                | - 0,4                               |
| Agnes Thanbichler   | ödp          | 2,0              | 2,2                | - 0,6                               |
| Christa Summerer    | BP           | 0,8              | 1,0                | 0,0                                 |
| -                   | BüSo         | -                | 0,0                | 0,0                                 |
| Werner Eckl         | LINKE        | 3,0              | 3,0                | + 3,0                               |
| Christopher Amrhein | VIOLETTE     | 0,3              | 0,3                | + 0,3                               |
| Uwe Brunke          | NPD          | 0,9              | 1,0                | + 1,0                               |